# فوازير أبواب
فوازير أبواب  فوازير رمضانية سورية

## نبذة
فوازير أنتجت عام 1998 وعرضت في شهر رمضان على قناة artالمنوعات التابعة ل شبكة راديو وتلفزيون العرب وتتكون من 30 حلقة تقدم فيها استعرضات راقصة غنائية وفي نهاية الحلقة تطرح الحزورة تم التصوير في مدينة دمشق.

## أبطال العمل
- رانيا السبع
- غزوان الصفدي